# Euphorbia phosphorea
Euphorbia phosphorea Mart. es una especie fanerógama perteneciente a la familia de las euforbiáceas. Es endémica de Brasil donde se encuentra en la Caatinga.

## Descripción
Es una planta suculenta columnar con las inflorescencias en ciatios.

## Taxonomía
Euphorbia phosphorea fue descrita por Carl Friedrich Philipp von Martius y publicado en Reise Bras. 2: 612, 726. 1828.
Etimología
Euphorbia: nombre genérico que deriva del médico griego del rey Juba II de Mauritania (52 a 50 a. C. - 23), Euphorbus, en su honor – o en alusión a su gran vientre –  ya que usaba médicamente Euphorbia resinifera. En 1753 Carlos Linneo asignó el nombre a todo el género.
phosphorea: epíteto latino